# Terezínská iniciativa
Terezínská iniciativa je sdružení bývalých vězňů terezínského ghetta a lodžského ghetta z českých zemí (a jejich přímých potomků). Byla založena v roce 1990 (registrována v březnu 1991). Jedním ze zakládajících členů Terezínské iniciativy (dále jen TI) byl Hanuš Schimmerling (bratr Doris Grozdanovičové). V současnosti (rok 2023) má TI asi 300 členů v České republice a asi 50 členů žijících v zahraničí.

## Cíle, poslání a aktivity TI
Cílem TI je aktivně pomáhat při výchově nové generace mladých lidí tak, aby byla upevňována jejich tolerance k jiným etnikům a náboženstvím, a to tak, aby tito mladí Evropané byli odolní vůči myšlenkám rasismu, antisemitismu a xenofobii. Pamětníci – členové TI – se účastní besed a přednášek na školách v České republice ale i v zahraničí a také se podílejí na dalších projektech. TI podporuje finančně studijní zájezdy škol do Památníku Terezín za využití peněžních prostředků z grantů Nadačního fondu obětem holocaustu (NFOH); Ministerstva školství, mládeže a tělovýchovy České republiky (MŠMT ČR) a Claims Conference.  Dalším posláním TI jsou akce na podporu a zachování důstojné památky na ty, jež zahynuli během Šoa. Potřeba stále probíhajícího dokumentování a výzkumu historie terezínského ghetta a Šoa v českých zemích si vyžádala založení „Institutu Terezínské iniciativy“ (viz dále).

## Časopis Terezínská iniciativa
Nejen pro své členy, ale i pro zájemce z řad široké veřejnosti vydává TI občasník „Časopis Terezínská iniciativa“ (obvykle 4 x do roka) s informacemi o dění uvnitř TI, o životních příbězích někdejších obětí Šoa, o kulturních a různých dalších událostech, které mají vztah ke členům TI. Občas jsou zde publikovány výzvy těch, kteří hledají své příbuzné a přátele. Na webu jsou všechna čísla tohoto časopisu volně k dispozici ke stažení ve formátu *.pdf od čísla 1 (vyšlo v roce 1991) až po číslo 99 (z ledna 2020). Dlouholetou výkonnou redaktorkou tohoto časopisu byla (až do pololetí roku 2019) Doris Grozdanovičová (sestra Hanuše Schimmerlinga).

## Institut Terezínské iniciativy
Institut Terezínské iniciativy (dále jen „Institut“)  je obecně prospěšná společnost akreditovaná od roku 2012 Ministerstvem školství, mládeže a tělovýchovy České republiky jako vzdělávací instituce. Mezinárodním sdružením bývalých vězňů terezínského ghetta tzv. Terezínskou iniciativou (TI) byla v roce 1993 založena nejprve „Nadace Terezínská iniciativa“ a její pozdější transformací (kolem poloviny roku 1998) pak vznikl „Institut Terezínské iniciativy“. Institut Terezínské iniciativy spolupracuje s řadou organizací podobného zaměření v zahraničí (v Izraeli, USA, Německu a Rakousku) především při dohledávání jmen a osvětlování osudů bývalých terezínských vězňů.

## Cíle, poslání a aktivity Institutu
Hlavním obsahem činnosti Institutu Terezínské iniciativy je podpora vědeckého výzkumu dějin konečného řešení židovské otázky v českých zemích a dějin terezínského ghetta. Takto získané a zpracované informace pak následně zpřístupňovat široké odborné i laické veřejnosti s důrazem na nejmladší generaci (žáky a studenty českých škol). V rámci Institutu byla založena a je průběžně udržována databáze obětí „konečného řešení židovské otázky“ z českých zemí i Evropy. Tato databáze je přístupna na vzdělávacím portálu holocaust.cz, jenž je Institutem provozován. Institut vydává odborné publikace související s tematikou holocaust (Šoa), jako jsou například „Terezínské pamětní knihy“, ročenku „Terezínské studie“ a další dokumenty. Pro veřejnost Institut vybudoval, rozvíjí a udržuje v provozu odbornou knihovnu, jež se specializuje na problematiku holocaustu, antisemitismu a rasismu. Pro učitele a žáky českých škol pořádá Institut vzdělávací semináře a konference.

## Výroční zasedání
Výroční zasedání Terezínské iniciativy se od roku 2007 koná v Hotelu Duo v Praze. Majitel hotelu Jan Horal několik let umožnil konání zasedání v prostorách hotelu zdarma.